# 밥 우드워드

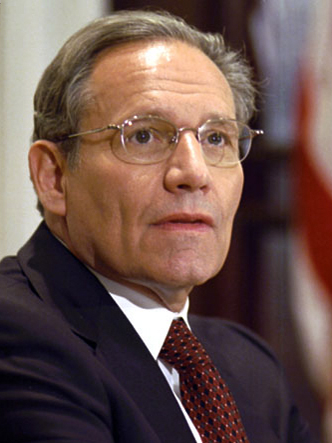
밥 우드워드

밥 우드워드(Bob Woodward, 1943년 3월 26일 ~ )는 미국의 언론인이다. 워싱턴 포스트 신문 편집 국장으로, 칼 번스타인 기자와 함께 워터게이트 사건에서 탐사 보도 (Investigative Reporting)를 한 것으로 유명하다.
1972년 The Washington Post 의 젊은 기자였던 Woodward는 Carl Bernstein 과 팀을 이루었다. 두 사람은 Watergate 스캔들 에 대한 원본 뉴스 보도의 대부분을 수행했다. 이러한 스캔들로 인해 수많은 정부 조사가 이루어졌고 결국 Richard Nixon 대통령이 사임했다. Woodward와 Carl Bernstein 의 작업은 저널리스트 Gene Roberts에 의해 "아마도 역사상 가장 위대한 단일 보도 노력"이라고 불 렸다.
우드워드는 워터 게이트에 대한 보도 이후 워싱턴 포스트에서 계속 일했다. 그는 이후 미국 정치에 관한 19권의 책을 썼으며, 그중 13 권은 베스트셀러 목록에 올랐다.